# Canton de Candes
Le canton de Candes est un ancien canton français du département d'Indre-et-Loire. Il faisait partie du district de Chinon et avait pour chef-lieu Candes.

## Histoire
Le canton de Candes est créé lors des premières années de la Révolution française en même temps que les départements. Il dépend du district de Chinon jusqu'en 1795, date de suppression des districts. Son chef-lieu était Candes.
Lorsque ce canton est supprimé par la loi du 8 pluviôse an IX (28 janvier 1801)  portant sur la « réduction du nombre de justices de paix », ses communes sont transférées vers le canton de Chinon, rattaché à l'arrondissement de Chinon.

## Composition
Le canton de Candes était composé de six communes :
- Candes[1] ;
- Couziers[2] ;
- Lerné[3] ;
- Saint Germain[4] ;
- Seuilly[5] ;
- Thizay[6].